# Horace Grant
Horace Junior Grant (Augusta, 4 de julho de 1965) é um ex-jogador de basquete norte-americano. Ele jogou basquete universitário na Universidade Clemson antes de jogar profissionalmente na National Basketball Association (NBA), onde se tornou quatro vezes campeão pelo Chicago Bulls e Los Angeles Lakers.

## Primeiros anos
Grant nasceu em Augusta, Geórgia. Ele e seu irmão gêmeo, Harvey, cresceram em Mitchell, Geórgia, e frequentaram a escola em Sparta, Geórgia. 
Depois de se formar no colegial, ele estudou na Universidade de Clemson, onde era membro do Pi Kappa Alpha.

## Carreira na NBA

### Chicago Bulls
Ele foi selecionado pelo Chicago Bulls com a 10.ª escolha geral do Draft da NBA de 1987. Ele se juntou imediatamente à aquisição de Scottie Pippen para formar o futuro dos Bulls, embora ele inicialmente tenha sido reserva de Charles Oakley.
Em 1988, Grant mudou-se para o time titular, quando Oakley foi negociado para o New York Knicks. Ele imediatamente se tornou o principal reboteiro dos Bulls e se estabeleceu como a terceira opção de pontuação, depois de Michael Jordan e Pippen, formando um dos melhores trios da liga. Grant foi conhecido por seu jogo defensivo; ele foi selecionado quatro vezes para a equipe defensiva da NBA. Ele ajudou Chicago a vencer três títulos consecutivos da NBA (1991, 1992 e 1993).
Grant, que foi diagnosticado com miopia e usava óculos, começou a usar óculos de proteção equipados com lentes de prescrição na quadra, a partir da temporada de 1990-91. Os óculos logo se tornaram uma marca registrada de Grant; Embora ele tenha sido submetido à cirurgia LASIK para corrigir a visão, ele continuou a usar os óculos na quadra depois de ouvir dos pais que havia se tornado uma figura inspiradora para crianças que usavam óculos.
Após a primeira aposentadoria de Jordan na temporada de 1992-93, Grant tornou-se a estrela número dois atrás de Pippen. Grant jogou no All-Star Game de 1994 e terminou o jogo com quatro pontos e oito rebotes em 17 minutos.

### Orlando Magic
Depois de ter as suas melhores médias da carreira em pontuação (15,1), rebote (11,0) e assistência (3,4), ele deixou os Bulls como um agente livre e se juntou ao Orlando Magic, liderado por Shaquille O'Neal e Penny Hardaway. 
Em 5 de maio de 1995, Grant fez a cesta final na história do Boston Garden conquistando a vitória sobre o Boston Celtics. Grant ajudou o Magic a chegar às finais da NBA de 1995, onde foram varridos em quatro jogos pelo Houston Rockets. Grant passou as próximas temporadas com o Magic.

### Seattle Supersonics
Ele foi negociado com o Seattle SuperSonics em troca de Dale Ellis, Don MacLean, Billy Owens e Corey Maggette, pouco antes do início da temporada de 1999-2000.

### Los Angeles Lakers
Depois de um ano com os Sonics, ele esteve envolvido em uma negociação de três vias, na qual Glen Rice, do Los Angeles Lakers, foi enviado para Nova York, Patrick Ewing, dos Knicks, enviado para Seattle, e Grant, para os Lakers. Ele os ajudou a vencer outro título na temporada de 2000-01.

### Retorno ao Magic
Na entressafra, Grant decidiu deixar Los Angeles e assinar novamente com o Orlando Magic. Grant foi cortado pelo Magic em dezembro de 2002, depois que o então técnico Doc Rivers sugeriu que Grant era um "câncer" na equipe.

### Retorno ao Lakers
Grant escolheu se aposentar depois de ser cortado pelo Magic. No entanto, ele decidiu voltar para jogar pelos Lakers na temporada de 2003-04. Ele então se aposentou permanentemente após a derrota dos Lakers nas finais da NBA de 2004.

## Vida pessoal
Grant tem três filhas (Naomi, Maia e Eva) e um filho (Elijah) com sua esposa Andrea. Ele tem dois filhos (Horace Jr. e Deon) e uma filha (Gianna) de relacionamentos anteriores. Seu irmão gêmeo idêntico, Harvey Grant, também jogou na NBA, principalmente no Washington Bullets.
Três dos sobrinhos de Grant também são jogadores de basquete. Jerai Grant joga na França, Jerian Grant que está atualmente sem time e Jerami Grant que joga no Denver Nuggets.

## Estatísticas

### Temporada regular
| Ano      | Time     | PJ   | MPJ  | AP   | 3P   | LL   | RT   | AS  | BR  | TO  | PPJ  |
| -------- | -------- | ---- | ---- | ---- | ---- | ---- | ---- | --- | --- | --- | ---- |
| 1987–88  | Chicago  | 81   | 22.6 | .501 | .000 | .626 | 5.5  | 1.1 | .6  | .7  | 7.7  |
| 1988–89  | Chicago  | 79   | 35.6 | .519 | .000 | .704 | 8.6  | 2.1 | 1.1 | .8  | 12.0 |
| 1989–90  | Chicago  | 80   | 34.4 | .523 | –    | .699 | 7.9  | 2.8 | 1.2 | 1.1 | 13.4 |
| 1990–91† | Chicago  | 78   | 33.9 | .547 | .167 | .711 | 8.4  | 2.3 | 1.2 | .9  | 12.8 |
| 1991–92† | Chicago  | 81   | 35.3 | .578 | .000 | .741 | 10.0 | 2.7 | 1.2 | 1.6 | 14.2 |
| 1992–93† | Chicago  | 77   | 35.6 | .508 | .200 | .619 | 9.5  | 2.6 | 1.2 | 1.2 | 13.2 |
| 1993–94  | Chicago  | 70   | 36.7 | .524 | .000 | .596 | 11.0 | 3.4 | 1.1 | 1.2 | 15.1 |
| 1994–95  | Orlando  | 74   | 36.4 | .567 | .000 | .692 | 9.7  | 2.3 | 1.0 | 1.2 | 12.8 |
| 1995–96  | Orlando  | 63   | 36.3 | .513 | .167 | .734 | 9.2  | 2.7 | 1.0 | 1.2 | 13.4 |
| 1996–97  | Orlando  | 67   | 37.3 | .515 | .167 | .715 | 9.0  | 2.4 | 1.5 | 1.0 | 12.6 |
| 1997–98  | Orlando  | 76   | 36.9 | .459 | .000 | .678 | 8.1  | 2.3 | 1.1 | 1.0 | 12.1 |
| 1998–99  | Orlando  | 50   | 33.2 | .434 | .000 | .671 | 7.0  | 1.8 | .9  | 1.2 | 8.9  |
| 1999–00  | Seattle  | 76   | 35.4 | .444 | .000 | .721 | 7.8  | 2.5 | .7  | .8  | 8.1  |
| 2000–01† | Lakers   | 77   | 31.0 | .462 | .000 | .775 | 7.1  | 1.6 | .7  | .8  | 8.5  |
| 2001–02  | Orlando  | 76   | 29.1 | .513 | –    | .721 | 6.3  | 1.4 | .8  | .6  | 8.0  |
| 2002–03  | Orlando  | 5    | 17.0 | .520 | –    |      | 1.6  | 1.4 | .6  | .0  | 5.2  |
| 2003–04  | Lakers   | 55   | 20.1 | .411 | .000 | .722 | 4.2  | 1.3 | .4  | .4  | 4.1  |
| All-Star | All-Star | 1    | 17.0 | .250 | –    |      | 8.0  | 2.0 | 1.0 | 2.0 | 4.0  |
| Carreira | Carreira | 1165 | 33.2 | .509 | .063 | .692 | 8.1  | 2.2 | 1.0 | 1.0 | 11.2 |

### Playoffs
| Ano      | Time        | PJ  | MPJ  | AP   | 3P    | LL    | RT   | AS  | BR  | TO  | PPJ  |
| -------- | ----------- | --- | ---- | ---- | ----- | ----- | ---- | --- | --- | --- | ---- |
| 1988     | Chicago     | 10  | 29.9 | .568 | .000  | .600  | 7.0  | 1.6 | 1.4 | .2  | 10.1 |
| 1989     | Chicago     | 17  | 36.8 | .518 | –     | .800  | 9.8  | 2.1 | .6  | .9  | 10.8 |
| 1990     | Chicago     | 16  | 38.5 | .509 | .000  | .623  | 9.9  | 2.5 | 1.1 | 1.1 | 12.2 |
| 1991†    | Chicago     | 17  | 39.2 | .583 | –     | .733  | 8.1  | 2.2 | .9  | .4  | 13.3 |
| 1992†    | Chicago     | 22  | 38.9 | .541 | .000  | .671  | 8.8  | 3.0 | 1.1 | 1.8 | 11.3 |
| 1993†    | Chicago     | 19  | 34.3 | .546 | –     | .685  | 8.2  | 2.3 | 1.2 | 1.2 | 10.7 |
| 1994     | Chicago     | 10  | 39.3 | .542 | 1.000 | .738  | 7.4  | 2.6 | 1.0 | 1.8 | 16.2 |
| 1995     | Orlando     | 21  | 41.4 | .540 | .000  | .763  | 10.4 | 1.9 | 1.0 | 1.1 | 13.7 |
| 1996     | Orlando     | 9   | 37.1 | .649 | –     | .867  | 10.4 | 1.4 | .8  | .7  | 15.0 |
| 1999     | Orlando     | 4   | 32.0 | .367 | –     | .625  | 7.0  | 1.3 | .5  | .5  | 6.8  |
| 2000     | Seattle     | 5   | 37.0 | .407 | –     | .500  | 6.2  | 2.0 | 1.6 | 1.0 | 4.8  |
| 2001†    | L.A. Lakers | 16  | 26.4 | .385 | –     | .733  | 6.0  | 1.2 | .9  | .8  | 6.0  |
| 2002     | Orlando     | 4   | 31.8 | .364 | –     | 1.000 | 7.8  | 2.3 | .8  | .3  | 4.5  |
| Carreira | Carreira    | 170 | 36.3 | .530 | .125  | .714  | 8.6  | 2.1 | 1.0 | 1.0 | 11.2 |

Fonte: